# Eisenhammer Erlau
Der Eisenhammer Erlau, kurz auch Erlauer Hammer genannt, war ein Hammerwerk im Ortsteil Erlau der Stadt Schleusingen im Freistaat Thüringen. 1874 wurden dort 800 Zentner Rohstahl im Wert von 4800 Talern hergestellt.

## Geschichte
Am 19. August 1711 beantragten sämtliche Schneidmühl-Gewerken zu Erlau bei Herzog Moritz Wilhelm von Sachsen-Zeitz die Umwandlung der bisherigen Schneidemühle in einen Eisenhammer und Blauofen, da diese wegen Holzknappheit nicht mehr richtig in Gang kam. Nach Ausräumung bestehender Bedenken wurde am 3. Oktober 1712 die Konzession erteilt und daraufhin der Bau eines neuen Eisenhammers begonnen. Aus den Schneidmühl- wurden die Hammergewerken zu Erlau.
Da die Besitzer des Eisenhammers auswärts wohnten und kaum Erfahrung hatten, wie man ein Hammerwerk mit Hochofen betreibt, gab es bereits 1715 ernsthafte finanzielle Probleme, die nur durch einen Zinserlass des Herzogs behoben werden konnten. Trotzdem blieben die erhofften großen Erfolge aus.
Der benötigte Eisenstein wurde durch Fuhrleute 1737 teils von Saalfeld, teils von Schmalkalden geliefert. Der geringwertige Eisenstein aus Henneberg-Schleusingen wurde nicht verwendet.
August Schumann beschreibt 1815 im Lexikon von Sachsen, dass damals der Eisenhammer neben einer Mahl- und zwei Schneidemühlen in Erlau bestand.
Gefertigt wurde Stabeisen und Blech. Auch die Gewehrfabrik in Suhl wurde beliefert.
Der Eisenhammer wurde als einer von zuletzt zwei Standorten der Stahlerzeugung im Bereich des Oberbergamtes Halle 1884 betrieben und bot vielen Einwohnern von Erlau und aus den umliegenden Orten Arbeit. Danach wurde der Gebäudekomplex des früheren Eisenhammers als Sägewerk genutzt.
Auf dem Messtischblatt Nr. 5430 (Schleusingen) von 1952 ist die genaue Lage des Erlauer Hammers nördlich des Ortes an der Straße nach Hirschbach noch eingetragen.